# یخبندان
یخبندان یا بَشمه به وضعیت جوی گفته می‌شود که آب در مرحله نقطه انجماد یا زیر نقطهٔ انجماد باشد. یخبندان آب باعث خرد شدن سنگ و خاک می‌گردد. حجم آب بر اثر یخبندان حدود ۱۰ درصد افزایش یافته و فشار حاصله از افزایش حجم به خرد شدن سنگ‌ها می‌انجامد.

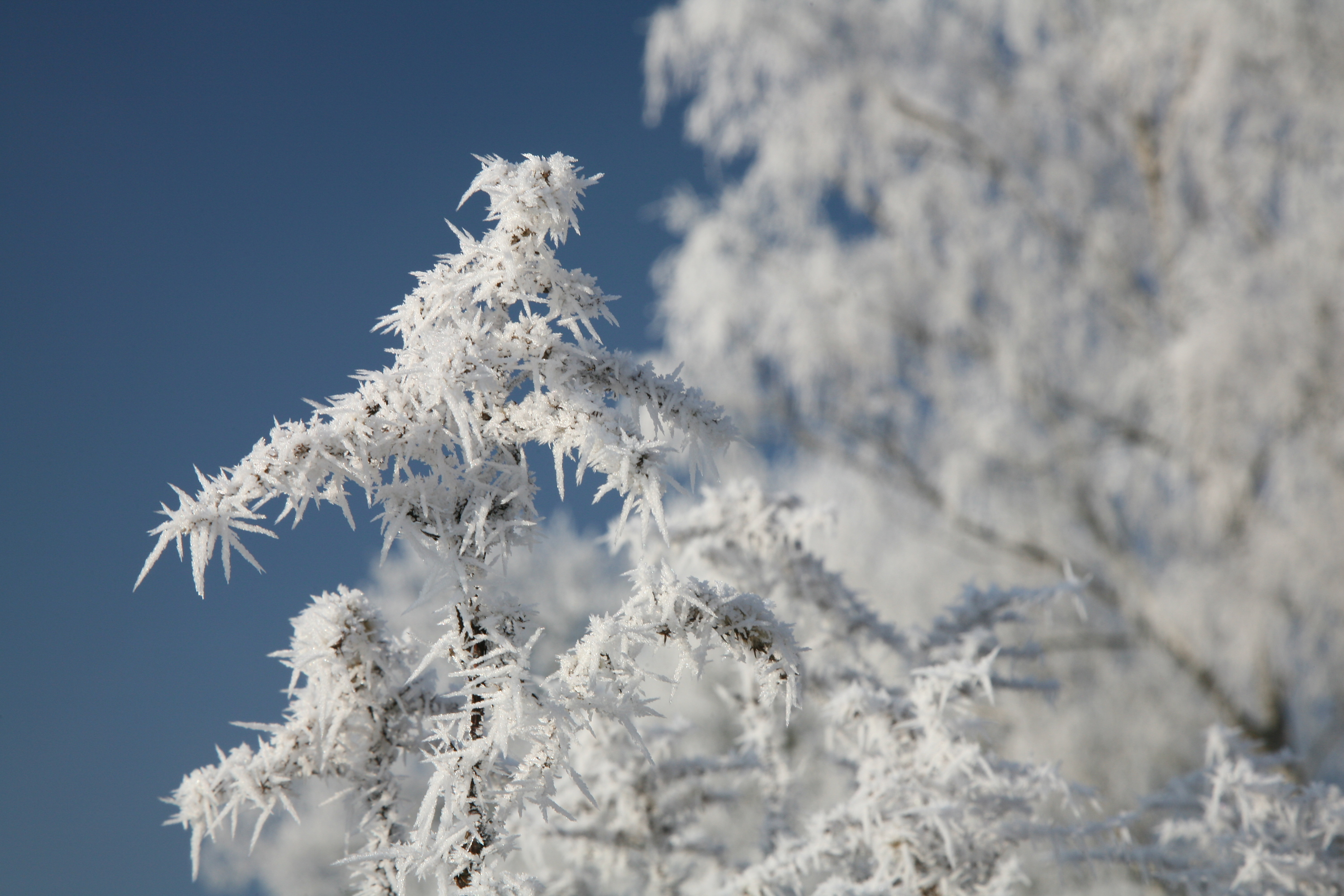
یخبندان سفید مایل به خاکستری یا شبنم یخ زده در یک روز سرد زمستانی

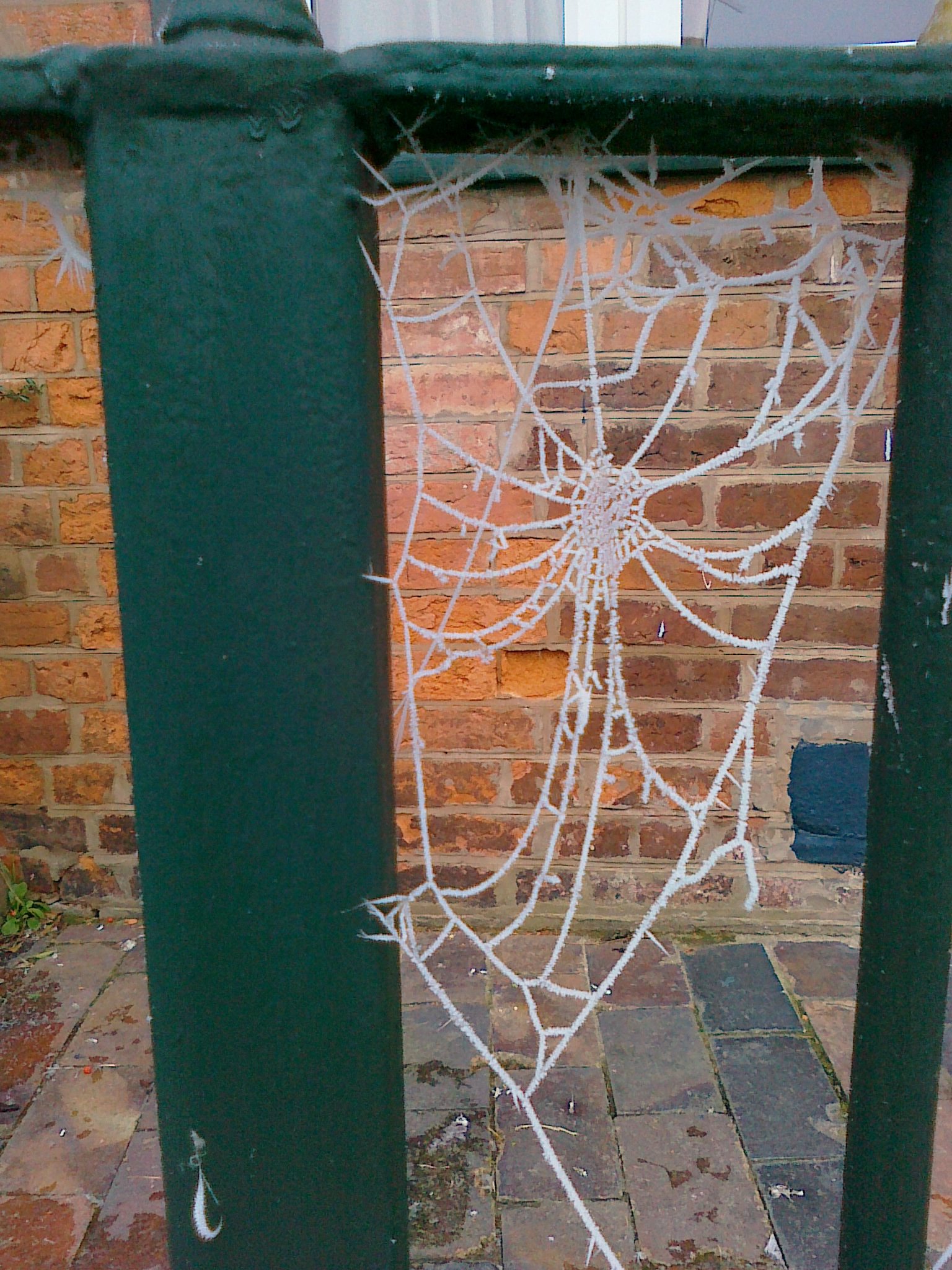
تار عنکبوت پوشیده از یخ سفید مایل به خاکستری

## نگارخانه

یخبندان
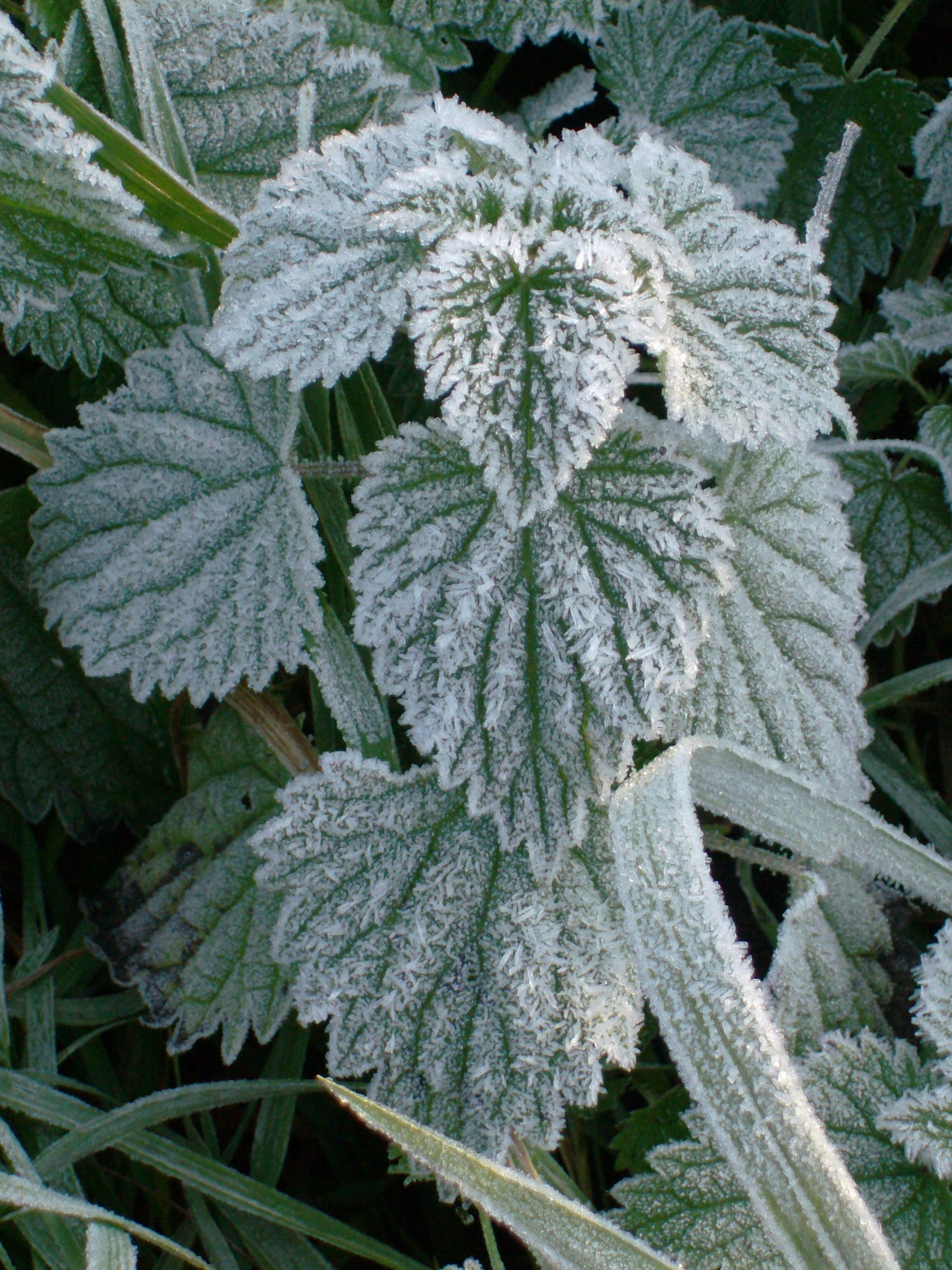
یخبندان از نوع گزنه تیغی
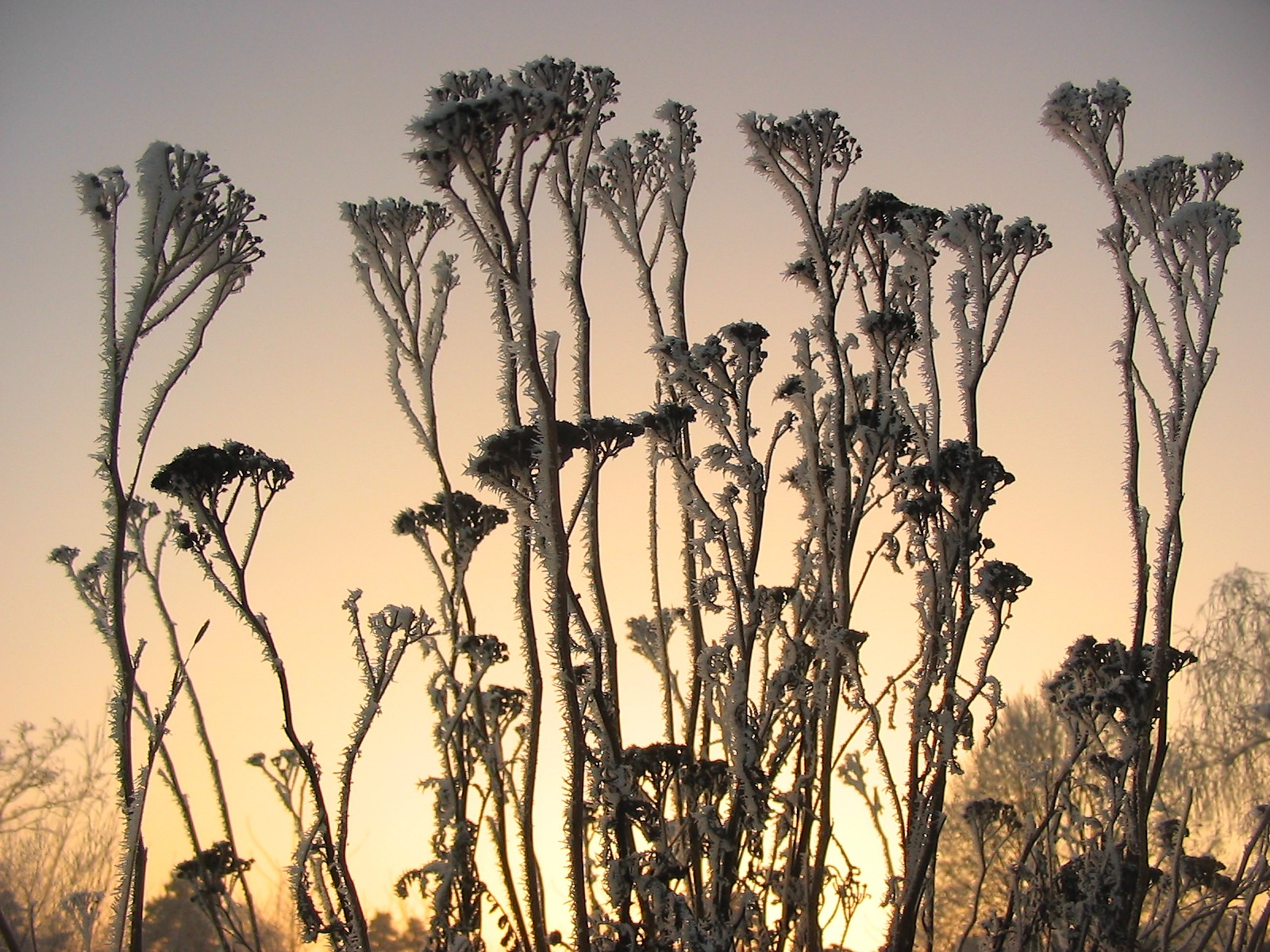
یخبندان از نوع شبنم یخ زده
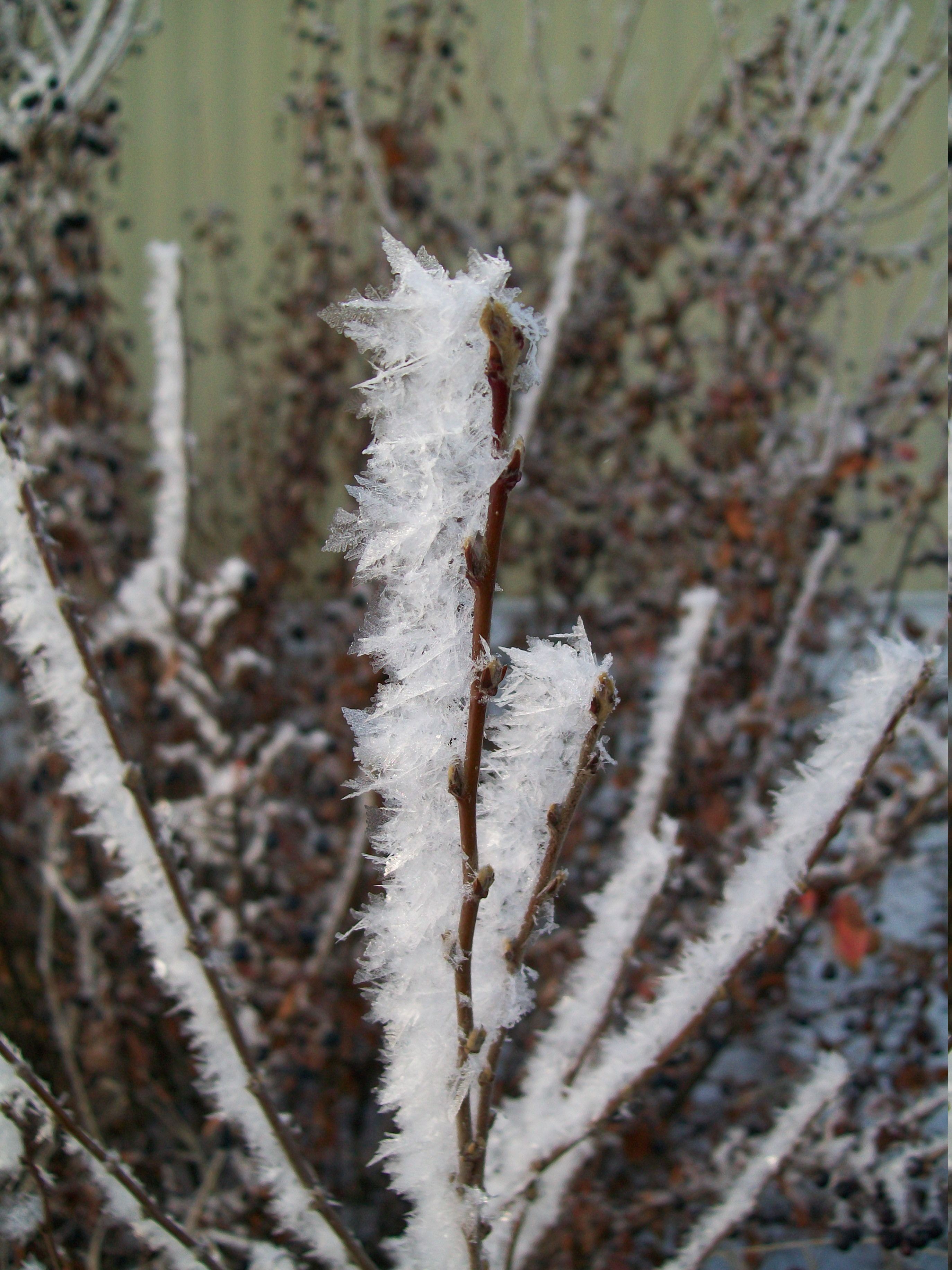
کریستال‌های پوشیده از پر
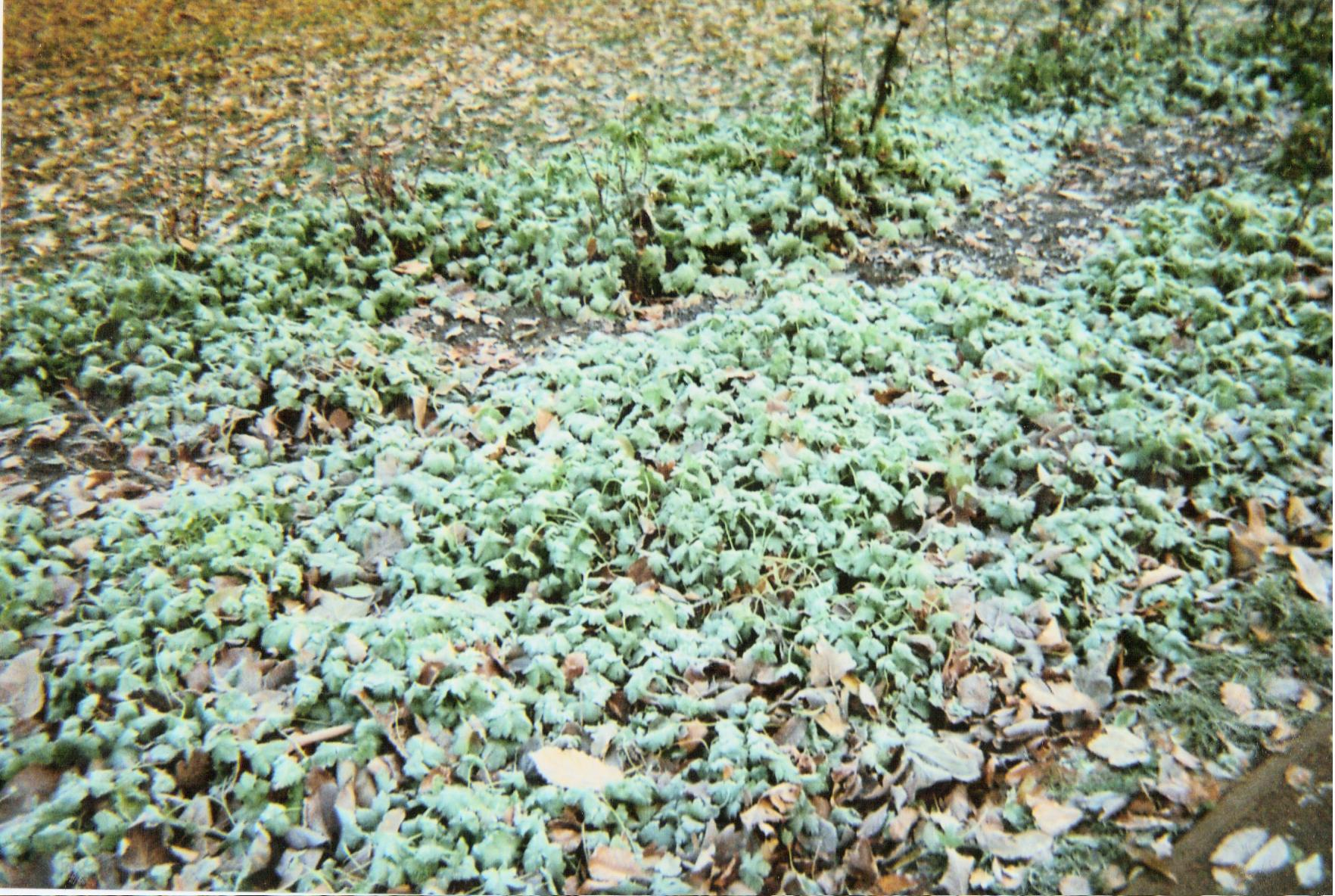
گیاهان یخ زده در پارک
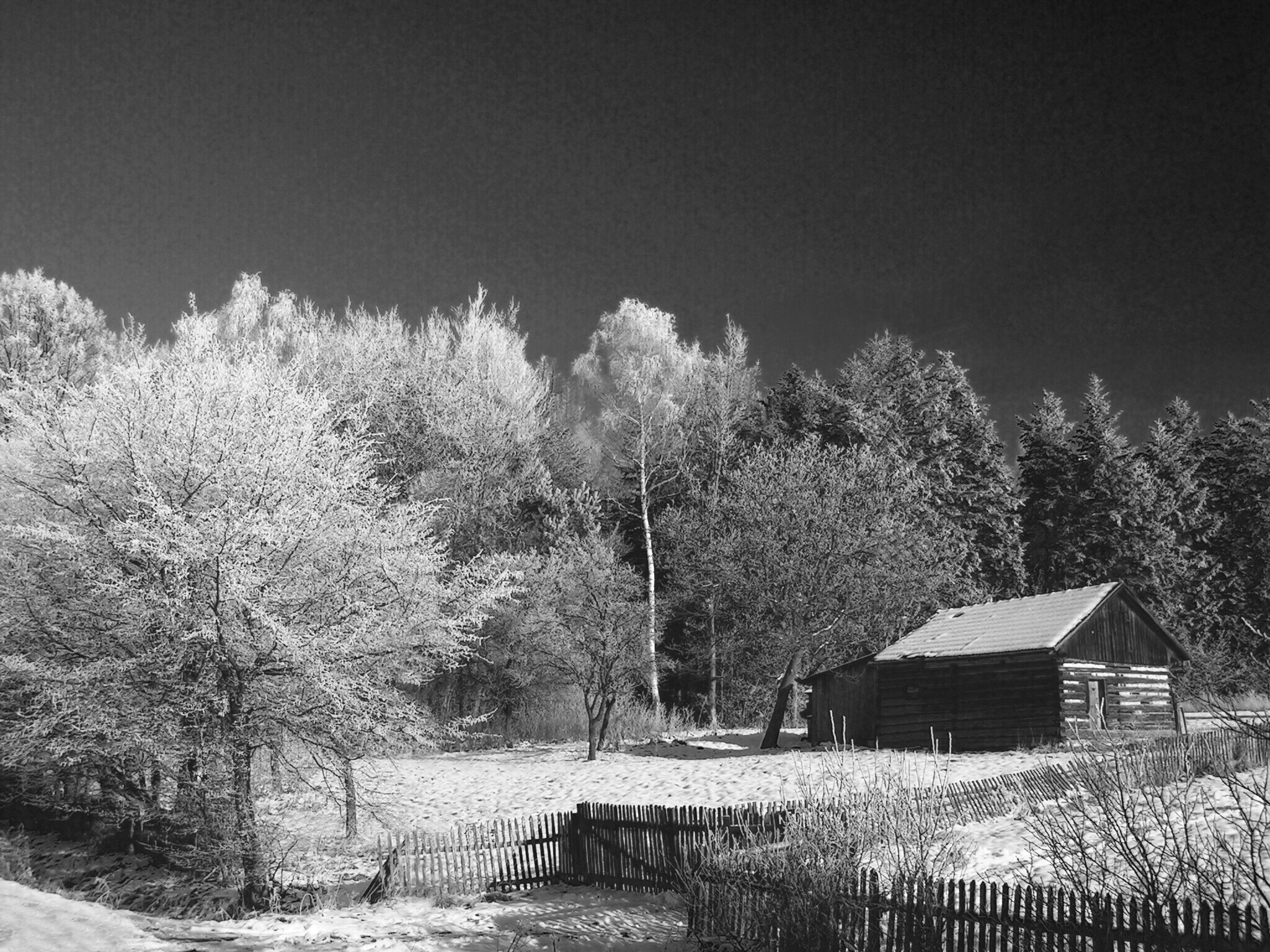
یخبندان در شاخه
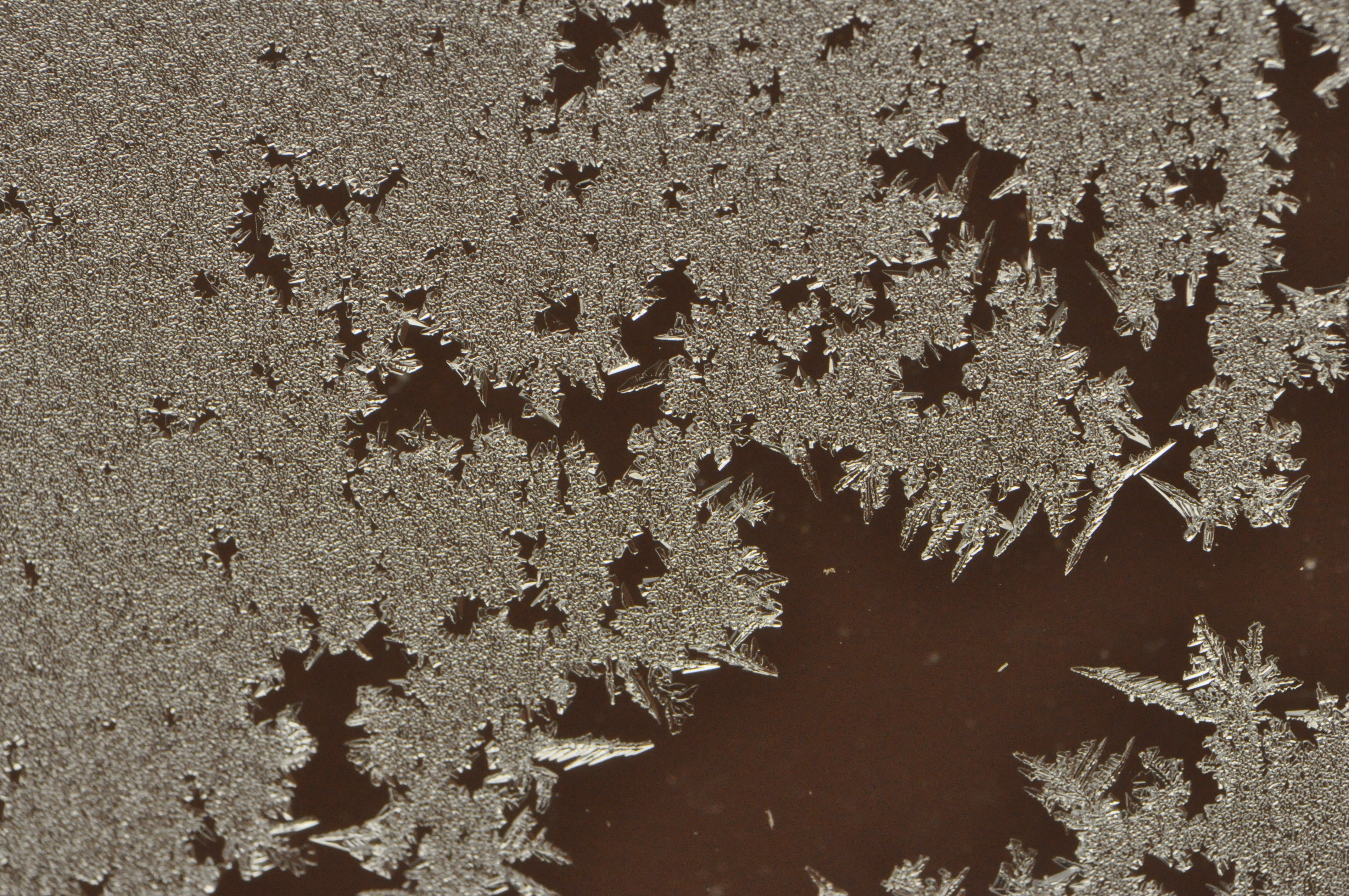
یخبندان سرخس در روزنه